# فلاديمير كارا-مورزا
فلاديمير فلاديميروفيتش كارا-مورزا (بالروسية: Владимир Владимирович Кара-Мурза) هو ناشط سياسي وصحفي ومؤلف وصانع أفلام روسي-بريطاني، وكان سجينًا سياسيًا سابقًا. يُعد من المقربين من المعارض الروسي المقتول «بوريس نيمتسوف». يشغل كارا-مورزا منصب نائب رئيس منظمة «روسيا المفتوحة»، وهي منظمة غير حكومية أُسّست من قِبل رجل الأعمال الروسي المنفي والملياردير السابق «ميخائيل خودوركوفسكي»، وتهدف إلى تعزيز المجتمع المدني والديمقراطية في روسيا. وقد انتُخب عام 2012 عضوًا في مجلس تنسيق المعارضة الروسية، وشغل منصب نائب رئيس «حزب حرية الشعب» بين عامي 2015 و2016. أخرج فيلمين وثائقيين هما «اختاروا الحرية» و«نيمتسوف». ومنذ عام 2021، يشغل منصب زميل أول في «مركز راؤول فالينبرغ لحقوق الإنسان». وقد مُنح «جائزة الشجاعة المدنية» عام 2018.
في نيسان 2022، اعتُقل كارا-مورزا بعد تصريحاته المناهضة للغزو الروسي لأوكرانيا، بتهمة عصيان أوامر الشرطة. وقد مُدد اعتقاله بعد أن وُجّهت إليه اتهامات جديدة بـ«تشويه سمعة» الجيش، وفي تشرين الأول 2022 وُجّهت إليه تهمة الخيانة. واعتبرت «منظمة العفو الدولية» وجهات أخرى هذه التهم ذات دوافع سياسية بسبب مواقفه المناهضة للحرب. وفي تشرين الأول من العام ذاته، مُنح «جائزة فاتسلاف هافل لحقوق الإنسان».
في نيسان 2023، صدر بحقه حكم بالسجن لمدة 25 عامًا، وأُرسل إلى مستعمرة عقابية في سيبيريا. وفي عام 2024، مُنح «جائزة بوليتزر للتعليق الصحفي» عن مقالاته التي واصل كتابتها من زنزانته في سجن سيبيريا لصالح صحيفة «واشنطن بوست». وفي 1 آب 2024، أُفرج عنه ضمن صفقة تبادل أسرى شملت أكثر من عشرين شخصًا من سبع دول مختلفة.

## النشأة والتعليم
وُلد فلاديمير فلاديميروفيتش كارا-مورزا في موسكو، وهو ابن الصحفي الروسي ومقدّم البرامج التلفزيونية «فلاديمير أليكسييفيتش كارا-مورزا» (1959–2019)، الذي عُرف بانتقاده العلني لـ«ليونيد بريجنيف» ودعمه للإصلاحات في عهد «بوريس يلتسين». والدته يهودية. والده هو حفيد الثائر اللاتفي «فولدمارس بيسينيكس» (1884–1938)، وابن شقيق السفير الأول لاتفيا لدى بريطانيا «جورجس بيسينيكس» (1885–1941)، وكلاهما أُعدما على يد المفوضية الشعبية للشؤون الداخلية (NKVD). وكان «يانيس بيسينيكس» (1864–1923)، المهندس الزراعي والناشر اللاتفي، شقيقهما الأكبر.
ينتمي كارا-مورزا أيضًا إلى عائلة «كارا-مورزا»، التي تعود أصولها إلى نبيل تتري استقر في موسكو واعتنق المسيحية في القرن الخامس عشر. وهو قريب لـ«سيرغي كارا-مورزا» (من مواليد 1939)، المؤرخ والكيميائي والفيلسوف السوفيتي/الروسي.
حصل كارا-مورزا على درجتي البكالوريوس والماجستير في التاريخ من كلية ترينيتي هول، جامعة كامبريدج، ويتحدث الإنجليزية بطلاقة. وهو متزوج من «يفغينيا»، ولهما ثلاثة أطفال.

## المسيرة المهنية

### الصحافة والتأليف
بدأ كارا-مورزا العمل في الصحافة بعمر 16 عامًا. عمل مراسلًا من لندن لعدة وسائل إعلام روسية، منها صحيفة «نوفويه إزفستيا» بين عامي 1997 و2000، وصحيفة «كوميرسانت» من أيلول 2000 حتى حزيران 2003، ومحطة «إيخو موسكفي» الإذاعية من أيلول 2001 حتى حزيران 2003. ثم شغل منصب مراسل الشؤون الخارجية في «كوميرسانت» بين تموز 2003 ونيسان 2004، وعمل مراسلًا في واشنطن لهيئة الإذاعة البريطانية (BBC) بين كانون الأول 2004 وكانون الأول 2005. في عام 2002، شغل منصب رئيس تحرير مجلة «Russian Investment Review» المالية الصادرة في لندن. وفي نيسان 2004، أصبح رئيس مكتب شبكة RTVi في واشنطن، واستمر في هذا المنصب لتسع سنوات حتى 1 أيلول 2012، حين أُقيل من منصبه.

### صناعة الأفلام الوثائقية
في عام 2005، أنتج كارا-مورزا فيلمًا وثائقيًا من أربعة أجزاء بعنوان «اختاروا الحرية»، تناول فيه تاريخ حركة المعارضين السوفييت. استند الوثائقي إلى مقابلات مع معارضين روس مثل «فلاديمير بوكوفسكي»، و«يلينا بونر»، و«سيرغي كوفاليوف». وقد عُرض لأول مرة في تشرين الأول 2005.
لاحقًا، عُرض الفيلم في عدد من الدول الأوروبية والأمريكية مع ترجمة إنجليزية مضافة. في 24 آذار 2014، شارك كارا-مورزا مع «آن أبلباوم» و«فلاديمير بوكوفسكي» في ندوة بعد عرض الفيلم في لندن.

### التأليف
في عام 2011، نشر كارا-مورزا أول كتاب له بعنوان «إصلاح أم ثورة: السعي نحو حكومة مسؤولة في أول دوما روسي» (باللغة الروسية فقط)، وقد تناول فيه محاولات حزب الدستوريين الديمقراطيين (الكاديت) تشكيل حكومة خلال الفترة القصيرة لوجود أول برلمان روسي بين نيسان وتموز 1906. استند الكتاب إلى سجلات الجلسات البرلمانية لعام 1906 وتقارير الصحف في تلك الحقبة، بالإضافة إلى مذكرات المشاركين، وقد أُطلق في موسكو وسانت بطرسبرغ.
في أواخر عام 2014 ومطلع 2015، كتب كارا-مورزا عدة مقالات حول التوجهات المعادية للديمقراطية في روسيا. أشار إلى أن الرئيس «فلاديمير بوتين» أعاد تفعيل الممارسات السوفييتية عبر سحب الجنسية الروسية من معارضين. وبسبب هذه الإجراءات وغيرها، دعا كارا-مورزا «مجلس أوروبا» إلى عدم إعادة حق التصويت لروسيا بعد تعليقه عقب ضم القرم. في كانون الأول 2014، كتب أن قوات التدخل السريع التابعة للكرملين كانت تُداهم اجتماعات المعارضة. وخلص إلى أن «كلام بوتين لا قيمة له»، مستشهدًا بتصريحاته الكاذبة ووعوده المنكوثة.
في مقالة له في صحيفة «وول ستريت جورنال» بتاريخ 26 شباط 2014، أشار كارا-مورزا إلى أن بوتين خفف من قمعه للمعارضة خلال أولمبياد سوتشي، لكنه ما لبث أن عاد لسلوكه القمعي بمجرد انتهاء الحدث. بعد ساعات فقط من انتهاء الحفل الختامي، أصدرت محكمة في موسكو أحكامًا بالسجن على سبعة من المتظاهرين في احتجاجات ساحة بولوتنايا في أيار 2012.
ولم يقتصر الضغط على الداخل الروسي، فقد أشار كارا-مورزا إلى أن القنوات التلفزيونية الروسية كانت تبث «نداءات كراهية لسحق المتظاهرين في كييف» خلال الأسابيع الأولى من عام 2014. وأوضح أن بوتين لم يكن يسعى فقط للحفاظ على نفوذ ما بعد الحقبة السوفييتية أو لإحياء إمبراطورية تقودها موسكو، بل كان يخشى من أن تؤدي «أوكرانيا ديمقراطية موالية لأوروبا» إلى خلق سابقة «خطيرة» لروسيا، وأنه «مجرد مسألة وقت» قبل أن يبدأ المواطنون الروس بالمطالبة بمستويات مماثلة من الحريات السياسية والاقتصادية.